# Filinia opoliensis
Filinia opoliensis är en hjuldjursart som först beskrevs av Zacharias 1898.  Filinia opoliensis ingår i släktet Filinia och familjen Trochosphaeridae. Inga underarter finns listade i Catalogue of Life.